# Ain't Too Proud to Beg
"Ain't Too Proud to Beg" er en 1966 sang, der blev skrevet af Norman Whitfield og Edward Holland, Jr. Den blev et hit for The Temptations, hvor den blev produceret af Norman Whitfield. Sangen er blevet genindspillet af mange forskellige artister, siden den kom frem i 1966, herunder Rick Astley, Willie Bobo, Count Basie og hans orkestre, J. J. Jackson, The J. Evans Band, Ben Harper, Phil Collins og The Rolling Stones. 

## The Temptations version
I 1966 havde Motown artist, sangskriver, og producer Smokey Robinson rollen som producer for The Temptations, hvor de havde hits som for eksempel My Girl . Norman Whitfield, en kommende sangskriver og producer for Motown, havde arbejdet sammen med The Temptations på singlen "Girl (Why You Wanna Make Me Blue)", (1964). Han lavede et instrumentalt nummer, og hyrede sangskriveren Edward Holland, Jr. til at skrive sangens tekst, og resultatet blev "Ain't Too Proud to Beg".
Teksten fortæller om bønnen for en ny chance hos sin elsker/elskerinde med linjen: ”I know you wanna leave me/but I refuse to let you go”. Den går videre med: "Ain't too proud to beg" (ikke for stolt til at bede) eller "Plead" (bønfalde) sin elsker/elskerinde om at blive . The Temptations var fornøjet over kompositionen, hvor de følte at sangens blues inspireret melodi, ville hjælpe dem med at forny deres lyd.
Singlen blev udgivet den 3. maj 1966, hvor den gik ind på en 1. plads på R&B charts, men kom kun ind på en plads 13. på den amerikansk chart, hvor den var i fire uger. I England kom den ind på en 21. plads. 

## The Rolling Stones version
The Rolling Stones var et af de bands, der lavede et covernummer ud af sangen. De havde valgt "Ain't Too Proud to Beg" som et af numrene til deres It's Only Rock 'n' Roll album fra 1974.
Musikerne der indspillede sangen var følgende. Mick Jagger sang, mens Keith Richards og Mick Taylor spillede de elektriske guitarerne. Bass blev spillet af Bill Wyman, og Charlie Watts spillede trommerne. Klaveret og klarinet blev spillet af Billy Preston, mens koklokken på nummeret blev spillet af Ed Leach. Koret bestod af Richards og Taylor .
Ligesom The Temptations version fik dette covernummer en god placering. "Ain't Too Proud to Beg", der havde "Dance Little Sister" som b-side, fik en 10. plads på den engelske chart, mens den kun fik en 16. plads i USA. 

### Fodnote
1. ↑  My Girl by The Temptations Songfacts
2. ↑  Ain't Too Proud To Beg by The Temptations Songfacts
3. ↑  Ain't To Proud To Beg